# Trigonothops
Trigonothops is een geslacht van kevers uit de familie van de loopkevers (Carabidae). De wetenschappelijke naam van het geslacht is voor het eerst geldig gepubliceerd in 1864 door W.J.MacLeay.

## Soorten
Het geslacht Trigonothops omvat de volgende soorten:
- Trigonothops anchoralis (Sloane, 1917)
- Trigonothops australis (Erichson, 1842)
- Trigonothops collaris (Blackburn, 1901)
- Trigonothops dimidiatus Chaudoir, 1877
- Trigonothops euplenes (Darlington, 1968)
- Trigonothops farinae (Blackburn, 1901)
- Trigonothops fasciatus W.J.Macleay, 1888
- Trigonothops flavofasciatus Chaudoir, 1877
- Trigonothops humeralis (W.J.Macleay, 1888)
- Trigonothops lateralis Darlington, 1968
- Trigonothops longiplaga Chaudoir, 1877
- Trigonothops mastersii (W. J.Macleay, 1871)
- Trigonothops meyeri Ball & Hilchie, 1983
- Trigonothops nigricollis W.J.Macleay, 1864
- Trigonothops occidentalis Blackburn, 1892
- Trigonothops ornatus W.J.Macleay, 1888
- Trigonothops pacificus (Erichson, 1842)
- Trigonothops pallidicollis W.J.Macleay, 1864
- Trigonothops pallidior W.J.Macleay, 1888
- Trigonothops parviceps (Sloane, 1923)
- Trigonothops pauper (Blackburn, 1901)
- Trigonothops pescotti (Oke, 1851)
- Trigonothops rufescens Baehr, 2010
- Trigonothops semivittatus (W.J.Macleay, 1888)
- Trigonothops vittipennis Sloane In Lea, 1908